# Argyrosticta eubotes
Argyrosticta eubotes är en fjärilsart som beskrevs av Druce 1903. Argyrosticta eubotes ingår i släktet Argyrosticta och familjen nattflyn. Inga underarter finns listade i Catalogue of Life.